# Чемпионат мира по шорт-треку 2003
Чемпионат мира по шорт-треку 2003 года проходил 21-23 марта в Варшава (Польша).

## Общий медальный зачёт
| Место | Страна           | Золото | Серебро | Бронза | Всего |
| ----- | ---------------- | ------ | ------- | ------ | ----- |
| 1     | Республика Корея | 5      | 4       | 4      | 13    |
| 2     | Китай            | 4      | 3       | 4      | 11    |
| 3     | Болгария         | 1      | 0       | 1      | 2     |
| 4     | Канада           | 0      | 3       | 1      | 4     |

## Медалисты
За первое место в дисциплине начислялось 34 очка, за второе — 21 очко, за третье — 13 очков, за четвёртое — 8 очков, за пятое — 5 очков, за шестое — 3 очка, за седьмое — 2 очка и за восьмое — 1 очко; очки начислялись лишь спортсменам, принявшим участие в финальных соревнованиях по соответствующей дисциплине. Затем очки складывались, и так определялся победитель в многоборье; эстафеты для определения победителей в многоборье не учитывались.

### Мужчины
| Дисциплина | Золото                                              | Серебро                                                       | Бронза                                           |
| ---------- | --------------------------------------------------- | ------------------------------------------------------------- | ------------------------------------------------ |
| Многоборье | Ан Хен Су                                           | Ли Цзяцзюнь                                                   | Сон Сок У                                        |
| 500 м      | Ли Цзяцзюнь                                         | Ли Е                                                          | Сон Сок У                                        |
| 1000 м     | Ли Цзяцзюнь                                         | Ан Хен Су                                                     | Жан-Франсуа Монетт                               |
| 1500 м     | Ан Хен Су                                           | Сон Сок У                                                     | Ли Сын Джэ                                       |
| 3000 м     | Ан Хен Су                                           | Ли Цзяцзюнь                                                   | Сон Сок У                                        |
| Эстафета   | Ан Хен Су О Се Джон Сон Сок У Ё Джун Хён Ли Сын Джэ | Эрик Бедар Джонатан Гильметт Жан-Франсуа Монетт Матье Тюркотт | Китай · Го Вэй · Ли Хаонань · Ли Цзяцзюнь · Ли Е |

### Женщины
| Дисциплина | Золото                                               | Серебро                                                              | Бронза                                                         |
| ---------- | ---------------------------------------------------- | -------------------------------------------------------------------- | -------------------------------------------------------------- |
| Многоборье | Чхве Ын Гён                                          | Ян Ян (A)                                                            | Ким Мин Джи                                                    |
| 500 м      | Ян Ян (A)                                            | Амели Гуле-Надон                                                     | Фу Тяньюй                                                      |
| 1000 м     | Евгения Раданова                                     | Чхве Ын Гён                                                          | Ян Ян (A)                                                      |
| 1500 м     | Чхве Ын Гён                                          | Ким Мин Джи                                                          | Ян Ян (A)                                                      |
| 3000 м     | Ким Мин Джи                                          | Чхве Ын Гён                                                          | Чо Хэ Ри                                                       |
| Эстафета   | Китай · Ян Ян (A) · Ван Мэн · Ван Чуньлу · Фу Тяньюй | Энни Перро Аланна Краус Таня Висент Амели Гуле-Надон Аманда Оверленд | Евгения Раданова Марина Георгиева Анна Крастева Даниэла Влаева |